# Hate & War
"Hate & War" es una canción de la banda británica The Clash de su álbum debut homónimo. El título de la canción surge cuando el compositor principal (Joe Strummer) nació en una época de "paz y amor", el cual le da la vuelta para resumir el entorno de aquellos tiempos, Strummer comienza  con cansancio porque no hay nada que el hombre común pueda hacer sobre la prevalencia nacional del odio y la guerra, ya que la clase dominante la está utilizando para el control financiero y social.
En el verso "An' get war from the junkies who don't like my form" Strummer se refiere a que era un punk y, por lo tanto, el sistema lo despreciaba, pero dice que el odio y la guerra son tan omnipresentes que ni siquiera puede confiar en sus compañeros marginados de la sociedad, como adictos, en busca de compasión o solidaridad.

## Personal
- Joe Strummer - voz, guitarra rítmica
- Mick Jones - guitarra solista, coros
- Paul Simonon - bajo, coros
- Tory Crimes - batería